# 安元洋貴・江口拓也のミクチャラジオ
『安元洋貴・江口拓也のミクチャラジオ』（やすもとひろき・えぐちたくやのミクチャラジオ）は、2017年4月8日から2018年3月31日まで文化放送で放送されていたラジオ番組。

## 概要
安元洋貴と江口拓也が、無料動画投稿アプリ「MixChannel」の魅力に迫るラジオ番組。
『MixChannel』内のライブ配信機能『MixChannel LIVE』では、ライブ配信ならではの番組と関連したオリジナル動画コンテンツも放映。

## コーナー
メール紹介
ミクチャのこと、MCに聞きたいこと、相談したいこと、最近身の回りで流行っていること、ただただ話したいことなど、リスナーからのお便りを紹介するコーナー。
ミクチャラボ
番組からMixChannelにアップした「絵描き歌」「シチュエーション」などといったお題に、MixChannelアプリの重ね録音機能を活用して、リスナーから動画を投稿してもらい、紹介していくコーナー。
MixChannel インフォメーション
MixChannelに関する情報を紹介。

## イベント
- 「安元洋貴・江口拓也のミクチャラジオ 」公開収録（2017年11月19日、文化放送メディアプラスホール[2]）〈2017年11月26日・12月3日、第34・35回放送分〉
  - ゲスト：西山宏太朗